# Свети Николай (Литаково)
„Свети Николай Мирликийски“ е разположена в село Литаково, община Ботевград.
Намира се в началото на селото, до нея води асфалтиран път. Църквата е изградена през 1851 г. на мястото на древен храм, който е ограбен и разрушен. Според Дойчо Попхристов при изкопаване основите на храма е намерена икона, на която пише: Болгарских и православних царей. Иконата е взета от владиката Агапий Врачански, който е поканен да освети мястото на строежа на църквата в Литаково. Храмът е въздигнат, но осветен чак през 1862 г. По време на Кримската война е използван за оръжеен склад. В аналите на църквата със светли букви се пази името на поп Христо Дойчов (1838 – 1885 г.). Той е учител в селото. Ръкоположен е за свещеник през 1862 г. Взема пряко участие в организирането на Революционния комитет Дели Ибрахим в с. Литаково и е куриер на комитета. По негова инициатива е съградено и първото общинско училище в селото.
След битката в местността Осенов преслъп над селото Ботевите четници са доведени в центъра му, заедно с набучените на кол глави на петима от тях, отрязани за назидание след неравен бой. През нощта родолюбиви литаковци заедно с местния свещеник поп Христо убиват заптието, което пази главите и ги пренасят в църквата. Там те са погребани с църковен ритуал, след което са положени под потона на олтара. След Освобождението черепите са пренесени в двора на църквата и са положени в гроб, както изискват християнските канони, а на камбанарията е поставена паметна плоча.
Статутът на църквата е определен с писмо № 3107 от 18 септември 1978 г. за църква с художествена стойност.